# Ne-Yo
Shaffer Chimere Smith (Camden, Arkansas, SAD, 18. listopada 1979.), bolje poznat po svom umjetničkom imenu Ne-Yo američki je pjevač, tekstopisac, plesač i glumac. Svoju karijeru je započeo pisanjem tekstova za druge pjevače. Slavu je stekao pjesmom "Let Me Love You" koju je napisao za Maria. Nakon što je singl stekao dobru prodaju u SAD-u, krenulo je potpisavanje ugovora s diskografskom kućom Def Jam Recordings.
Svoj debitantski studijski album objavio je 2006. godine pod nazivom In My Own Words. Album sadrži hit singl "So Sick" koji je na top ljestvici Billboard Hot 100 dosegao poziciju broj jedan. Svoj drugi studijski album Because of You objavio je 2007. godine. Sljedeće godine odmah je usljedio album Year of the Gentleman koji sadrži tri top deset singla "Closer", "Mad" i "Miss Independent". Svoj četvrti album Libra Scale objavio je u studenom 2010. godine.

## Diskografija
- In My Own Words (2006)
- Because of You (2007)
- Year of the Gentleman (2008)
- Libra Scale  (2010)
- R.E.D. (2012)
- Non-Fiction (2015)
- Good Man (2018)
- Another Kind of Christmas (2019)

## Filmografija
| Godina | Naziv                 | Uloga                | Bilješke                       |
| ------ | --------------------- | -------------------- | ------------------------------ |
| 2006.  | Save the Last Dance 2 | Mixx                 | Direct to video                |
| 2007.  | Stomp the Yard        | Rich Brown           | Film                           |
| 2011.  | CSI: NY               | The Handsome Man     | Epizoda 7.14 "Smooth Criminal" |
| 2011.  | Battle: Los Angeles   | Specks               | Film                           |
| 2011.  | 4Chosen               | Keshon Moore         | Film                           |
| 2012.  | Red Tails             | Andrew 'Smoky' Salem | Film                           |

## Vanjske poveznice
- Službena stranica  Arhivirana inačica izvorne stranice od 8. kolovoza 2011. (Wayback Machine)
- Ne-Yo na Twitteru
- Ne-Yo na MySpaceu
- Ne-Yo na Internet Movie Databaseu